# Марку, Альбион
Альбион Марку (алб. Albion Marku; 14 октября 2000, Решени) — албанский футболист, центральный полузащитник венгерского клуба «Дьёр». В 2022 году Марку дебютировал за национальную сборную своей страны.

## Клубная карьера
Альбион Марку занимался футболом в различных небольших албанских клубах. Летом 2019 года он подписал контракт с хорватским клубом «Локомотива» из Загреба, а в январе 2020 года на правах аренды перешёл в албанский «Лачи». 3 февраля того же года Марку дебютировал в албанской Суперлиге, выйдя на замену в домашнем поединке против «Скендербеу». Свой первый гол в рамках чемпионата Албании он забил четыре месяца спустя, открыв счёт в домашнем матче с «Влазнией». Летом 2021 года Марку вернулся в «Локомотиву», но появившись на поле лишь в одном матче чемпионата Хорватии, уже с сентября на правах аренды выступал за албанский «Партизани». В конце августа 2022 года футболист перешёл в тиранское «Динамо», которое отдало его в аренду албанскому клубу «Теута» из Дурреса.

## Карьера в сборной
26 октября 2022 года Альбион Марку дебютировал в составе сборной Албании в проходившем в Абу-Даби товарищеском матче со сборной Саудовской Аравии, заменив после перерыва нападающего Эсина Хакая.

## Статистика выступлений

### В сборной
| Матчи и голы Альбиона Марку за сборную Албании | Матчи и голы Альбиона Марку за сборную Албании | Матчи и голы Альбиона Марку за сборную Албании | Матчи и голы Альбиона Марку за сборную Албании | Матчи и голы Альбиона Марку за сборную Албании | Матчи и голы Альбиона Марку за сборную Албании | Матчи и голы Альбиона Марку за сборную Албании |
| №                                              | Дата                                           | Место проведения                               | Соперник                                       | Счёт                                           | Голы                                           | Соревнование                                   |
| ---------------------------------------------- | ---------------------------------------------- | ---------------------------------------------- | ---------------------------------------------- | ---------------------------------------------- | ---------------------------------------------- | ---------------------------------------------- |
| 1                                              | 26 октября 2022                                | Аль-Нахайян, Абу-Даби                          | Саудовская Аравия                              | 1:1                                            | —                                              | товарищеский матч                              |

Итого: 1 матч / 0 голов; eu-football.info.